# 維托山
維托山（英語：Mount Vito）是南極洲的山峰，位於瑪麗伯德地，處於弗朗茲山東北面3.7公里，屬於威斯康辛山脈的一部分，海拔高度1,810米，美國地質調查局根據測量和美國海軍拍攝的空中照片繪入地圖，現時由南極條約體系管理。